# Я тебя тоже нет (Je T’aime)
«Я тебя тоже нет (Je T’aime)» — песня, написанная российской певицей Евой Польна. В её названии содержится аллюзия на хит «Je t’aime… moi non plus» (1969), исполненный Сержем Генсбуром и Джейн Биркин и прозвучавший в одноимённой эротической мелодраме. Композиция была выпущена как сингл исполнительницы из её дебютного студийного альбома «Поёт любовь». Сингл достиг третьего места в общем радиочарте Tophit.

## Музыка и текст песни
«Я тебя тоже нет (Je T’aime)» — это танцевальная композиция, записанная в жанре данс-поп. Согласно изданным нотным листам, песня записана в тональности Соль минор, в размере такта 4/4, в быстром темпе в 130 ударов в минуту. Основная гармоническая последовательность используемых в композиции аккордов: Gm — E♭ — B♭.

## Реакция критики
В целом песня получила положительную оценку от критиков, музыкальных журналистов и программных директоров радиостанций России, достигнув 4 места в «Экспертном чарте» портала RedStarMusic.ru. Композиция провела в верхней десятке рейтинга 8 месяцев подряд. Булат Латыпов из «Афиши» дал песне среднюю оценку. Он писал, что «ничего французского в песне на самом деле нет, если не считать названия. Гипотетически, конечно, певицу можно представить в образе Джейн Биркин, но при таких раскладах и Юра Усачев должен выходить чистейшим Сержем Генсбуром. Целесообразность подобных экспериментов с подвалами собственного сознания под большим вопросом». Павел Пшенов из MuseCube.org в обзоре композиции «Весь мир на ладони моей» называл «Я тебя тоже нет (Je T’aime)» «лучшей на сегодня российской поп-песней этого года».

## Чарты
| Страна/территория (Чарт)                    | Высшая Позиция |
| ------------------------------------------- | -------------- |
| СНГ (Tophit Общий Топ-100)                  | 3              |
| СНГ (Tophit Топ-100 по заявкам)             | 1              |
| Россия (Tophit Российский Топ-100)          | 4              |
| Россия (Tophit Московский Топ-100)          | 9              |
| Россия (Tophit Санкт-Петербургский Топ-100) | 7              |
| Украина (Tophit Украинский Топ-100)         | 6              |
| Украина (Tophit Киевский Топ-100)           | 7              |

## Участники записи
- Ева Польна — автор, вокал, бэк-вокал
- ChinKong — продюсер, саунд-продюсер